# Achadas da Cruz
Achadas da Cruz es una freguesia portuguesa situada en el municipio de Porto Moniz, en la isla Madeira. Según el censo de 2021, tiene una población de 121 habitantes.